# Ладога (телесериал)
«Ла́дога» — детективный российский четырёхсерийный мини-сериал 2014 года режиссёра Александра Велединского по сценарию Олега Маловичко и Алёны Званцовой.  Вышел к 70-й годовщине освобождения Ленинграда от блокады — 27 января 2014 года.

## Сюжет
О нелёгкой жизни шофёров грузовиков во время осады Ленинграда, которые передвигались по единственной транспортной магистрали через Ладожское озеро — «Дороге жизни», рискуя замёрзнуть, провалиться с машиной под лёд или погибнуть при очередном налёте немецкой авиации. Ежедневно водители «полуторок» (грузовика ГАЗ-АА) перевозили около 6000 тонн грузов.
После того, как советской контрразведке стало известно, что немецкие диверсионно-разведывательные группы (ДРГ) готовят специальную операцию на Ладожском озере, а диверсантом является один из шофёров грузовика с агентурным псевдонимом «Тролль», который перевозит людей и продукты, было принято решение, что обезвредить врага должен капитан НКВД Сергиенко (Серебряков). Также в операции участвовали девушка Ольга (Ксения Раппопорт) и водитель Максим (Андрей Мерзликин).
Фильм снимался зимой на Ладожском озере, там же, где и происходили описываемые события.

## В ролях
- Ксения Раппопорт — Ольга Каминская
- Алексей Серебряков — Сергиенко, капитан НКВД, особист
- Андрей Мерзликин — Максим (Сергей) Кирсанов, водитель
- Дмитрий Назаров — Евгений Анатольевич Кулясов, майор, командир автобата
- Юрий Кузнецов — Савельич, водитель
- Виталий Коваленко — Фрол Борисович (Борисыч), бригадир водителей
- Яков Шамшин — Леонид Лаврентьев, водитель
- Анна Блинова — Татьяна, регулировщица
- Филипп Ершов — Василий Силаев (Вася-Сила), водитель
- Олег Фёдоров — Кольцов, милиционер
- Алексей Ведерников — Котков, водитель
- Андрюс Павлавичус — Ренатус Буткус, водитель
- Юлия Ауг — Елена Кулясова, жена Евгения

## Награды
- 2014 — XV Международный телекинофорум «Вместе» (Ялта) — Приз «Лучший мини-сериал» в конкурсе «Телевизионные игровые фильмы»
- 2015 Премия Ассоциации продюсеров кино и телевидения в номинации «Лучший телевизионный фильм»[2], а Ксения Раппопорт получила награду как лучшая актриса[1].